# Naoto Sakurai
Naoto Sakurai (Saitama, 2 september 1975) is een voormalig Japans voetballer.

## Carrière
Naoto Sakurai speelde tussen 1994 en 2008 voor Urawa Red Diamonds, Tokyo Verdy en Omiya Ardija.